# Silent Planet
Silent Planet est un groupe de metalcore américain originaire d'Azusa en Californie.
Le groupe est actuellement[Quand ?] chez Solid State Records. À ce jour[évasif], ils ont enregistré deux EP et deux albums. Leur nom est dérivé du roman de science-fiction de C. S. Lewis Au-delà de la planète silencieuse. Le groupe a joué avec d'autres artistes comme Norma Jean, Beartooth, Texas in July, For Today, Phinehas, Gideon, Enter Shikari et Fit for a King.

## Histoire

### Formation (2009-2012)
Avant de finaliser la programmation de Come Wind, Come Weather, le groupe s'est entrainé dans les locaux de l'Azusa Pacific University (en). Ils se sont produits avec le groupe de hardcore Hepafilter, dans lequel Russell était aussi le chanteur principal. Russell a enregistré un EP intitulé Coward avec Hepafilter et a fait une tournée avec eux jusqu'à leur séparation fin 2011.
En 2012, le groupe a enregistré son premier EP, Come Wind, Come Weather à Atlanta, en Géorgie avec le producteur Matt Goldman ; il est sorti le 15 mai 2012. Par la suite, ils sont partis en tournée avec des groupes tels que Becoming the Archetype, I, of Helix et Dayseeker et ont joué à la California Metalfest 2012.

### EPLastsleep (1944-1946)(2012-2014)
Le 14 février 2013, le groupe sort la chanson Tiny Hands (Au Revoir), qui raconte l'histoire de Marguerite Rouffanche, rescapée du massacre d'Oradour-sur-Glane le 10 juin 1944.
Ils ont continué à faire des tournées et ont joué sur le Scream the Prayer Tour (en) avec des groupes comme Wolves at The Gate et Fit for a King. Le 23 juillet 2013, le groupe sort Darkstrand (Hibakusha), qui, comme Tiny Hands (Au Revoir), raconte aussi l'histoire d'une victime de la Seconde Guerre mondiale ; cette fois, l'histoire se déroule au Japon juste après l'impact de la bombe atomique sur Hiroshima.
Le 2 janvier 2014, leur EP de cinq titres lastsleep (1944-1946), basé sur les histoires des victimes de la Seconde Guerre mondiale, est publié. Il contient les deux chansons sorties en 2013 avec Wasteland (Vechnost), et deux instrumentaux. Cette même année, le groupe part en tournée avec des groupes tels que Sleeping Giant, This or the Apocalypse, Phinehas, Those Who Fear (en), Lionfight et The Ongoing Concept (en).

### The Night God Slept(2014−2016)
Le 17 mai 2014, le groupe annonce la sortie de son prochain album, annoncé par lui le 13 juillet 2014, qui sorti à l'automne 2014 chez Solid State Records.
Il sort ensuite quelques nouvelles chansons de leur prochain album sur leur page Facebook, en commençant par XX (City Grave) le 30 septembre, suivie par Native Blood le 23 octobre, Firstwake le 2 novembre et Depths II le 5 novembre.
Le 30 septembre 2015, Efimov annonce son départ du groupe.

### Everything Was Sound(depuis 2016)
Le 27 avril 2016, Silent Planet annonce sur le compte Instagram du Vans Warped Tour le titre de leur deuxième album, Everything Was Sound et sa date de sortie, le 1er juillet 2016. Le groupe se produit sur le Vans Warped Tour pendant la sortie de l'album.
Il sort trois singles de l'album, dont deux avec une vidéo : Panic Room le 12 mai 2016 et Psychescape qui met en vedette Spencer Chamberlain de Underoath. Sleepwave sort le 2 juin 2016 et Orphan le 17 juin 2016.
Le 26 octobre 2016, il est annoncé que le batteur Alex Camarena forme un projet parallèle avec les frères, Brandon et Ryan Leitru de For Today, et l'ex-chanteur de A Bullet For Pretty Boy, Dalton Saylor, appelé Nothing Left.
Le 15 juin 2018, le groupe publie Northern Fires (Guernica), qui tourne autour de la Guerre civile espagnole.

## Style et influences
Musicalement, le style du groupe a été considéré comme metalcore progressif, un genre fusion de metalcore et de métal progressif, et est connu pour son complexe et l'ajout de textures post-rock.
Leur paroles sont très développées[non neutre]. Leur son est caractérisé par des contrastes entre chant hurlé et chant clair, couplet agressifs et refrain relativement doux.
Le groupe a également été noté pour ses paroles provocatrices, qui couvrent des sujets tels que la guerre, la psychologie et la religion. Ils ont parfois été étiquetés metal chrétien en raison de leur utilisation de références bibliques et de la foi des membres du groupe, bien qu'ils intègrent également des thèmes et des références profanes.
Les membres du groupe ont cité Oh, Sleeper, Architects, Underoath, et This Will Destroy You comme ayant influencé leur musique.

## Membres

### Actuels
- Garrett Russell - chant principal (depuis 2009)
- Thomas Freckleton - basse, claviers, voix claires (depuis 2012), guitare (2013)
- Mitchell Stark - guitares (depuis 2014)
- Alex Camarena - batterie (depuis 2012)

### Anciens membres[9],[10]
- Spencer Keene - guitares (2011-2016)
- Igor Efimov - guitares (2014-2015)
- Garrett Lemster - basse (2011-2013)
- Nathan Benedict - guitares (2009-2012)
- Ryan Whittington - guitares (2011-2013)
- Teddy Ramirez - batterie (2012)
- Jason Scribner - batterie (2009-2010)
- Nick Marshall - guitares, voix claires (2009-2010)
- Jay Learue - basse (2009-2010)
- David "Ducky" Belvin - guitares (2009-2010)

## Discographie

### Albums Studio
- The Night God Slept (2014)
- Everything Was Sound (2016)
- When The End Began (2018)
- Iridescent (2021)
- Superbloom (2023)

### EPs
- Come Wind, Come Weather (2012)
- lastsleep (1944–1946) (2014)